# Saint-Martin-Vésubie
Saint-Martin-Vésubie (in italiano San Martino Lantosca, in occitano Sant Martin de Lantosca) è un comune francese di 1 333 abitanti situato nel dipartimento delle Alpi Marittime della regione della Provenza-Alpi-Costa Azzurra. I suoi abitanti sono chiamati Saint-Martinois.

## Storia
Il territorio ha fatto da sempre parte della Liguria sotto l'Impero Romano, nel Regno longobardo e nel Regnum Italiae formatosi con Carlo Magno.
Fra il XIII e XIV secolo cadde più volte sotto il dominio dei conti di Provenza, ma riguadagnò presto l'autonomia per entrare a far parte della Contea di Savoia nel 1388 (dedizione di Nizza alla Savoia). Nel 1860, un anno prima dell'unità d'Italia, fu annessa alla Francia. 
Durante la seconda guerra mondiale, il territorio e le unità ricettive del comune furono usati dal corpo diplomatico e dall'esercito di occupazione italiani come principale centro di raccolta e concentramento della popolazione ebraica residente in tutta la regione, in realtà usato come rifugio sicuro, evitandone la consegna ai tedeschi, fino all'armistizio dell'8 settembre 1943.

## Monumenti e luoghi d'interesse
- Chiesa di San Martino dell'Assunzione
- Cappella di Nostra Signora della Misericordia
- Cappella di Santa Croce

## Società

### Evoluzione demografica
Abitanti censiti